# Хороший знакомый
«Хороший знакомый» — рассказ Эвалда Вилкса.

## Сюжет
Рецидивист-вымогатель Артур Винда занимается тем, что рассказывает людям душещипательные истории о том, как он докатился до такой жизни, и непременно убеждает собеседника в том, что готов начать новую жизнь, для чего ему всего необходимо немного денег. Таким же образом, используя своё актёрское дарование, Винде удалось обмануть судью, который три года назад вынес ему приговор.

## Художественные особенности
Главный герой рассказ написан автором таким образом, что кажется, что не вся его жизнь — сплошная ложь и обман, что он действительно совершал добрые поступки и стремился начать новую жизнь. Однако, подавив эти порывы, пошёл лёгким путём.При этом писатель не называет причин этого нравственного падения главного героя, предлагая читателю самому поразмышлять над этим.